# Gare de Montbarrey
Gare de Montbarrey – przystanek kolejowy w Montbarrey, w departamencie Jura, w regionie Burgundia-Franche-Comté, we Francji.
Jest przystankiem kolejowym Société nationale des chemins de fer français (SNCF), obsługiwanym przez pociągi TER Franche-Comté.